# Südamerikanischer Lungenfisch
Der Südamerikanische Lungenfisch (Lepidosiren paradoxa, „paradoxer Schuppenmolch“) ist die einzige Art der Lungenfische in Südamerika. Er lebt in Brasilien, im Amazonasgebiet und im Gran Chaco, in Paraguay und im unteren Stromgebiet des Río Paraná. Besonders häufig sind die Fische im nördlichen Gran Chaco.

## Merkmale
Der Südamerikanische Lungenfisch hat einen aalartig langgestreckten Körper, dessen Querschnitt vor den Bauchflossen rund ist. Die Schuppen sind sehr klein, die fadenförmigen Brust- und Bauchflossen kürzer als die der Afrikanischen Lungenfische. Rücken-, Schwanz- und Afterflosse sind zu einem durchgehenden Flossensaum zusammengewachsen. Südamerikanische Lungenfische haben fünf Kiemenbögen und vier Kiemenspalten. Sie sind graubraun, gelegentlich mit schwarzen Flecken, die Jungen sind schwarzbraun oder vollkommen schwarz. Ihre maximale Größe beträgt 1,25 Meter, das höchste nachgewiesene Alter acht Jahre. Wegen ihres amphibienähnlichen Äußeren werden sie im Deutschen auch Schuppenmolch genannt.

## Lebensweise
Wie alle Lungenfische sind sie träge, sich nur langsam bewegende Fische. Sie bevorzugen Sümpfe und ruhige, höchstens langsam fließende, stark verkrautete Gewässer, die auch sehr sauerstoffarm sein können. Die Fische sind obligatorische Luftatmer und ersticken, wenn sie daran gehindert werden, zur Wasseroberfläche aufzusteigen. Die Trockenzeit überdauern sie 30 bis 50 Zentimeter tief eingegraben im Schlamm des Bodengrunds. Ihr Stoffwechsel ist während der Trockenzeit reduziert. Im Gegensatz zu den Afrikanischen Lungenfischen überleben sie ein völliges Austrocknen ihrer Wohngewässer aber nicht.
Ausgewachsene Tiere sind Allesfresser und ernähren sich von kleineren aquatischen Wirbeltieren, Krebstieren, Algen und vor allem von Apfelschnecken (Ampullariidae). Jungfische fressen Insekten und Schnecken.

## Fortpflanzung

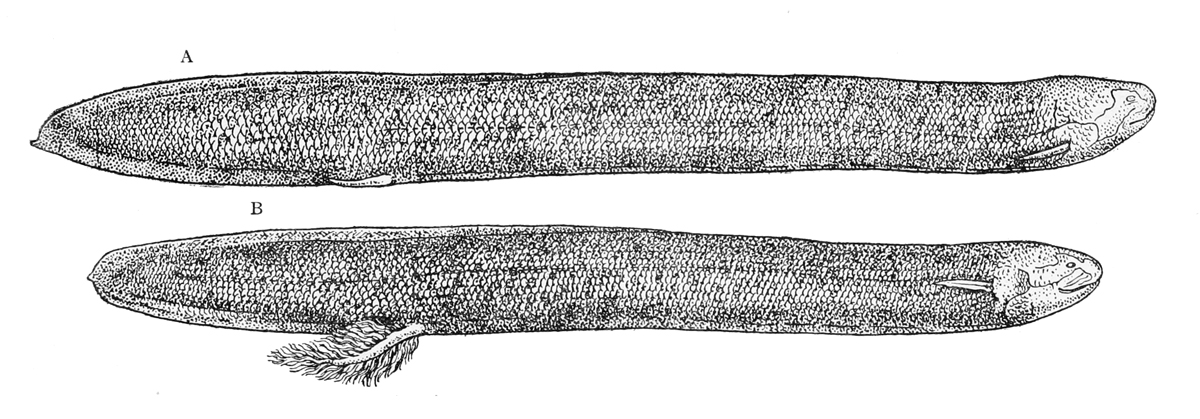
Südamerikanische Lungenfische, oben Weibchen, unten Männchen mit kiemenartigen Anhängen an den Bauchflossen

Südamerikanische Lungenfische laichen zu Beginn der Regenzeit in selbstgebauten, bis zu 1,5 Meter langen Gängen ab. Der Laich und die Larven werden von den Männchen bewacht. Während der Brutpflege wachsen den Männchen an den Bauchflossen stark durchblutete, fransige, kiemenartige Anhänge. Diese funktionieren jedoch entgegengesetzt zu Kiemen, sie geben Sauerstoff ab und nehmen Kohlendioxid auf. Dadurch können die Männchen die Sauerstoffversorgung des Geleges verbessern. Nach dem Ende der Fortpflanzungszeit verschwinden diese Anhänge wieder.

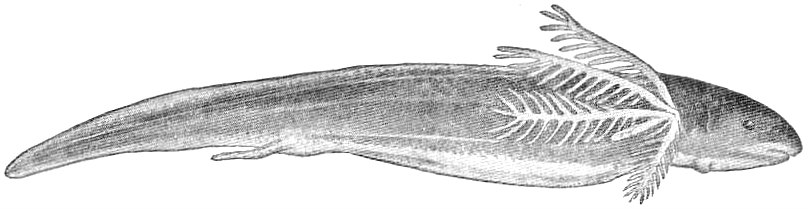
Larve, 30 Tage alt

Die Eier sind dotterreich und groß. Die Larven haben vier Paar gefiederte, äußere Kiemen und am Bauch eine Klebdrüse. Sie ähneln den Larven der Schwanzlurche. Zunächst atmen sie nur mit den Kiemen, nach sechs bis acht Wochen können sie Luft atmen und die äußeren Kiemen verschwinden.

## Systematik und Taxonomie
Der Südamerikanische Lungenfisch wurde während der österreichischen Brasilienexpedition als erster rezenter Sarcopterygier entdeckt. Die Namen von Art und Gattung prägte 1837 der österreichische Zoologe Leopold Fitzinger in einer kurzen Erstbeschreibung. Eine ausführlichere Beschreibung veröffentlichte der österreichische Naturforscher Johann Natterer im Jahr 1839. Der Heidelberger ao. Professor Theodor von Bischoff veröffentlichte im Folgejahr die Ergebnisse der ersten anatomischen Untersuchung. 1841 führt der italienische Zoologe Charles Lucien Jules Laurent Bonaparte die Familie Lepidosirenidae für die Gattung ein.
Morphologisch unterscheiden sich die Südamerikanischen Lungenfische aus dem Amazonasbecken und die aus dem Stromgebiet des Río Paraná nicht. Der Unterschied zwischen der mitochondrialen DNA von Lungenfischen aus den zwei Flusssystemen ist jedoch 20 Mal so groß wie der Unterschied der mitochondrialen DNA von Exemplaren aus demselben Flusssystem. Möglicherweise besteht die Gattung Lepidosiren deshalb aus zwei kryptischen Arten, die sich vor sieben Millionen Jahren evolutionär voneinander getrennt haben.

## Genomanalyse
Das komplette Genom des Südamerikanischen Lungenfischs wurde in einer im August 2024 in der Fachzeitschrift Nature erschienenen Arbeit publiziert. Das Genom umfasste 91 Milliarden Basenpaare und war damit etwa 30 Mal so groß wie das menschliche Genom. Es handelte sich um das bis dato größte bekannte Genom eines tierischen Organismus. Die Zahl der identifizierten Gene war mit knapp 20 000 der des Menschen vergleichbar. Der bei weitem größte Teil des Genoms bestand somit aus nicht-proteinkodierender, oder sogar völlig nutzloser „junk DNA“. Ursache für die enorme Genomgröße waren bis in die Gegenwart aktive Transposons, die in den Genomen aller Lungenfische zu finden sind, und die dazu führten, dass die Genome der Lungenfische im Laufe der Evolution immer weiter an Größe zugenommen haben. Die Forscher schätzten, dass das Lepidosiren-Genom etwa alle 10 Millionen Jahre um das Äquivalent eines menschlichen Genoms (ca. 6 Milliarden Basenpaare) an Größe zugenommen hat. Da die Lungenfische zusammen mit den Quastenflossern die einzigen verbliebenen Fleischflosser sind, aus denen sich im Laufe der Evolution die Landwirbeltiere (Amphibien, Reptilien, Vögel und Säugetiere) entwickelt hatten, können durch Analyse der Genomevolution (sogenannter Syntenien) der Lungenfische Rückschlüsse auf die Genome der Vorläufer der heutigen Landwirbeltiere gezogen werden. Damit wäre unter Umständen ein besseres Verständnis der genetischen Mechanismen, die den Übergang vom Leben im Meer zum Leben auf dem Land ermöglicht haben, möglich.